# Glénouze
Glénouze – miejscowość i gmina we Francji, w regionie Nowa Akwitania, w departamencie Vienne.
Według danych na rok 1990 gminę zamieszkiwało 114 osób, a gęstość zaludnienia wynosiła 12 osób/km² (wśród 1467 gmin regionu Poitou-Charentes, Glénouze plasuje się na 877. miejscu pod względem liczby ludności, natomiast pod względem powierzchni na miejscu 857.).